# Elimia vanhyningiana
Elimia vanhyningiana är en snäckart som först beskrevs av Goodrich 1921.  Elimia vanhyningiana ingår i släktet Elimia och familjen Pleuroceridae. Inga underarter finns listade i Catalogue of Life.